# Jameson (Misuri)
Jameson es un pueblo ubicado en el condado de Daviess en el estado estadounidense de Misuri. En el Censo de 2010 tenía una población de 133 habitantes y una densidad poblacional de 229,25 personas por km².

## Geografía
Jameson se encuentra ubicado en las coordenadas 40°0′21″N 93°59′16″O / 40.00583, -93.98778. Según la Oficina del Censo de los Estados Unidos, Jameson tiene una superficie total de 0.58 km², de la cual 0.58 km² corresponden a tierra firme y (0%) 0 km² es agua.

## Demografía
Según el censo de 2010, había 133 personas residiendo en Jameson. La densidad de población era de 229,25 hab./km². De los 133 habitantes, Jameson estaba compuesto por el 87.97% blancos, el 0% eran afroamericanos, el 2.26% eran amerindios, el 0% eran asiáticos, el 0% eran isleños del Pacífico, el 0.75% eran de otras razas y el 9.02% pertenecían a dos o más razas. Del total de la población el 3.01% eran hispanos o latinos de cualquier raza.